# Życie dla miłości
Życie dla miłości (tytuł oryginalny Živjeti od ljubavi / Живјети од љубави) – jugosłowiański film z 1973 roku, melodramat w reżyserii Krešo Golika. 

## Obsada
- Vlasta Knezović jako Minja
- Rade Šerbedžija jako Davor
- Boris Dvornik jako Medan
- Franjo Majetić jako doktor
- Mia Oremović jako Julija, żona doktora
- Alenka Rančić jako Ana
- Veronika Kovačić jako Vjeročka
- Zvonko Lepetić jako Vinko
- Mirjana Bohanec jako Vanda
- Ilija Ivezić jako Nikola, szwagier Davora
- Lena Politeo jako siostra Davora
- Darko Ćurdo jako współlokator Davora, student
- Tanja Knezić jako studentka
- Fabijan Šovagović jako dyrektor szkoły
- Hermina Pipinić jako nauczycielka
- Edo Peročević jako nauczyciel wf
- Zdenka Trach jako Luče z fontanny